# Rudolf Francl

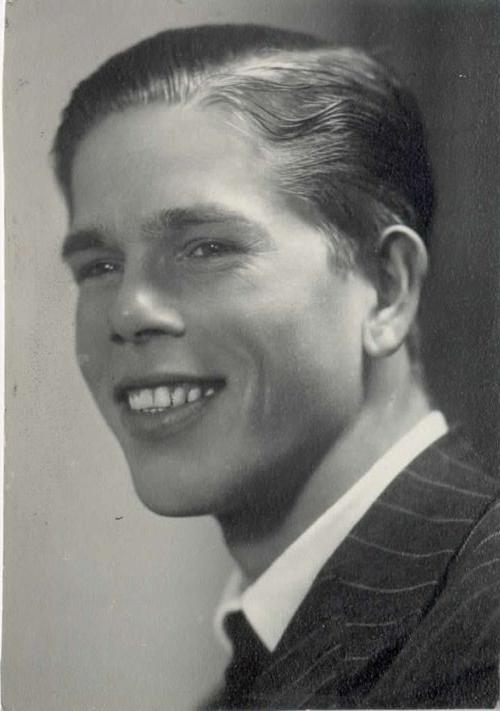
Rudolf Francl

Rudolf Francl (* 12. April 1920 in Ljubljana, Jugoslawien; † 15. Juni 2009 in Ljubljana, Slowenien) war ein jugoslawischer Opernsänger (Tenor).

## Leben
Er studierte Gesang an der Musikakademie Zagreb, bis er wegen des Zweiten Weltkrieges nach Ljubljana zurückkehren musste. Dort setzte er sein Studium fort und trat 1944 erstmals auf (als Wilhelm Meister in der Oper Mignon von Ambroise Thomas). In der Spielzeit 1952/1953 war er Solist an der Oper in Belgrad, danach drei Jahre lang in Zagreb. In den Jahren 1956 bis 1963 sang er an der Deutschen Oper am Rhein in Düsseldorf, wo er mit dem Dirigenten Carlos Kleiber befreundet war. Danach war er wieder an der Oper in Ljubljana tätig.
Rudolf Francl war ein Bruder des Sängers Ivan Francl (1907–1987).

## Aufnahmen
Rudolf Francl ist in der 1958 unter der Leitung von Karl Böhm entstandenen Aufnahme der Oper Der Rosenkavalier von Richard Strauss zu hören (wieder veröffentlicht 2002 auf 3 CDs, Deutsche Grammophon 463 668-2).